# Destelbergen
Destelbergen est une commune néerlandophone de Belgique sise immédiatement à l'est de la ville de Gand, dans la Flandre-Orientale (Région flamande de Belgique). Au sud se trouve le lit ensablé de l'Escaut.

## Géographie

### Sections de la commune
La commune de Destelbergen inclut la localité de Heusden, située au sud du centre de Destelbergen. La commune est issue de la fusion de Destelbergen et Heusden au 1er janvier 1977.
| # | Section          | Superf. (km²) | Habitants (2020) | Habitants par km² | Code INS |
| - | ---------------- | ------------- | ---------------- | ----------------- | -------- |
| 1 | Destelbergen (I) | 12,58         | 9.849            | 783               | 44013A   |
| 2 | Heusden (II)     | 14,13         | 8.669            | 613               | 44013B   |

### Carte

Destelbergen

### Communes limitrophes
- a. Lochristi
- b. Beervelde (Lochristi)
- c. Laarne
- d. Wetteren
- e. Melle
- f. Gentbrugge (Gand)
- g. Sint-Amandsberg (Gand)
- h. Oostakker (Gand)

## Héraldique
|  | La commune possède des armoiries qui lui ont été octroyées le 12 octobre 1987. Les armoiries originelles lui avaient été octroyées le 25 octobre 1954. Les nouvelles armoiries combinent les anciennes avec celles de Heusden. Elles sont basées sur le seul sceau connu du village, datant de 1782. Le sceau indiquait également les trois clés qui proviennent de l'Abbaye Saint-Pierre de Gand. Le village fut une possession de l'abbaye pendant plusieurs siècles jusqu'en 1792. Les armoiries de Heusden lui avaient été octroyées le 3 décembre 1817. Elles étaient inspirées de celles des Burggraves de Gand, seigneurs de Heusden au XIIIe siècle. Ils avaient leur château principal à Heusden. Ces armoiries montraient un bouclier noir avec un chef en argent. Au XVIIIe siècle, le chef supérieur fut montré en Hermine. La signification n'en est pas connue. En 1817, les armoiries étaient présentées, à tort, comme un écu divisé au lieu d'un chef. Ceci a été corrigé dans les nouvelles armoiries de Destelbergen. Blasonnement : Ecartelé: 1. et 4. De gueules à trois clefs d'or. 2. et 3. De sable au chef herminé de sept pièces, posées 4 et 3. Source du blasonnement : Heraldy of the World. |

## Démographie

### Évolution démographique: Avant la fusion des communes
- Sources : INS, Rem. : 1831 jusqu'en 1970 = recensements, 1976 = nombre d'habitants au 31 décembre[4].
- 1921: scission du village de Beervelde érigé en commune à part entière (−6,70 km² avec 1300 inwoners)

### Évolution démographique de la commune fusionnée
Graphe de l'évolution de la population de la commune. Les données ci-après intègrent les anciennes communes dans les données avant la fusion en 1977.
- Source : DGS - Remarque: 1806 jusqu'à 1981=recensement; depuis 1990=nombre d'habitants chaque 1er janvier[5]

## Patrimoine
- Château Succa
- Château Runenborg
- Château Te Lande,
- Château Walbos,
- Château Fallon-de Keyser,
- Château Ter Burcht,
- Château Ter Meeren,
- Château Ter Ramen,
- Château Morel de Westgaver,
- Château Crabbenburg,
- Château Ter Lede,
- Château Walbos
- Château Notax